# Justicia drummondii
Justicia drummondii är en akantusväxtart som beskrevs av Vollesen. Justicia drummondii ingår i släktet Justicia och familjen akantusväxter. Inga underarter finns listade i Catalogue of Life.